# Onegin
Onegin är en balett från 1965 med koreografi av John Cranko och musik av Pjotr Tjajkovskij. Baletten bygger på romanen Jevgenij Onegin (1833) av den ryska nationalskalden Aleksandr Pusjkin.